# جيش الرايخ
جيش الرَّايخ أو (بالألمانية: Reichswehr) وتُقرأ رايخسڤير، شكلت التنظيم العسكري لألمانيا من عام 1919 حتى عام 1935، عندما دمجت مع الفيرماخت الجديد (قوة الدفاع).

## تأسيس
في نهاية الحرب العالمية الأولى، تم حل قوات الإمبراطورية الألمانية، وعاد أفرادها إلى منازلهم بشكل فردي أو في مجموعات صغيرة. انضم الكثير منهم إلى فريكوربس (الفيلق الحر)، وهي مجموعة من الوحدات شبه العسكرية التطوعية التي شاركت في قمع الثورة الألمانية واشتباكات الحدود بين عامي 1918 و1923.
كان الرايخوير مقتصرا على جيش دائم يضم 100000 رجل،  وبحرية قوامها 15000. تم حظر إنشاء هيئة أركان عامة. أسلحة ثقيلة مثل المدفعية فوق عيار 105 مم (للأسلحة البحرية فوق 205  مم)، تم حظر المركبات المدرعة والغواصات والسفن الكبيرة، وكذلك الطائرات من أي نوع. تمت مراقبة الامتثال لهذه القيود حتى عام 1927 من قبل لجنة الرقابة العسكرية المشتركة بين الحلفاء.
تم الإقرار بأن جمهورية فايمار المشكَّلة حديثًا كانت بحاجة إلى جيش، لذا أنشأ مرسوم فورلوفيج رايخويهر (الدفاع الوطني المؤقت) في 6 مارس 1919، الذي يتكون من فورلوفيجيس رايششير (الجيش الوطني المؤقت) وفورلاوفيج ريشسمارين (البحرية الوطنية المؤقتة). يتكون فورلوفيج رايخوير من 43 لواء. 
في 30 سبتمبر 1919 ، أعيد تنظيم الجيش باسم Übergangsheer (الجيش الانتقالي)، وتم تخفيض حجم القوة إلى 20 لواء.  بقي حوالي 400000 رجل في القوات المسلحة،  وفي مايو 1920 تم تقليص حجمه إلى 200000 رجل وإعادة هيكلتهم مرة أخرى، مما شكل ثلاث فرق من سلاح الفرسان وسبعة فرق مشاة. في 1 أكتوبر 1920، تم استبدال الكتائب بأفواج وأصبحت القوى العاملة الآن 100000 رجل فقط كما هو منصوص عليه في معاهدة فرساي. استمر هذا حتى 1 يناير 1921، عندما تم تأسيس الرايخسوير رسميًا وفقًا للقيود التي تفرضها معاهدة فرساي (المواد 159 إلى 213).
كان الرايخسفور منظمة موحدة تتألف من العناصر التالية (كما هو مسموح به في معاهدة فرساي):
- الرايخشير ، يتكون الجيش من:
  - سبعة فرق مشاة، و
  - ثلاثة فرق من سلاح الفرسان. [7]
    - أشرفت القيادة العامة الأولى في برلين على الفرقة الأولى ( كونيغسبرغ )، والفرقة الثانية (ستيتين)، والفرقة الثالثة ( برلين)، والفرقة الرابعة (دريسدن) وكذلك فرق سلاح الفرسان الأول والثاني (فرانكفورت آن دير أودر وبريسلاو).
    - أشرفت القيادة العامة الثانية في كاسل على الفرق 5 و6 و7 و3 من سلاح الفرسان ( شتوتغارت، مونستر، ميونيخ، وفايمار).
- رايخ مارين، البحرية مع عدد محدود من أنواع معينة من السفن والقوارب. لم يسمح بالغواصات. [8]

على الرغم من القيود المفروضة على حجمها، إلا أن تحليلهم لخسارة الحرب العالمية الأولى والبحث والتطوير والاختبار السري في الخارج (بالتعاون مع الجيش الأحمر ) والتخطيط لأوقات أفضل استمر. وبالإضافة إلى ذلك، على الرغم انه ممنوع أن يكون لها هيئة للأركان العامة، واصل الجيش باداء دور والوظائف النمطية لهيئة الأركان العامة تحت اسم مقتع هو Truppenamt (مكتب القوات). خلال هذا الوقت، قام العديد من قادة المستقبل للفيرماخت - مثل هاينز جوديريان - بصياغة الأفكار التي كانوا سيستخدمونها بفعالية بعد بضع سنوات.

## روابط خارجية
- كتاب حقائق تاريخ المحور - الرايخسفهر
- نظرة عامة على Feldgrau من Reichswehr
- أرشيف الكتيبات الفنية 1900-1945 (بما في ذلك لوائح الرايخوير)